# Туйла (село)
Туйла — село в Мариинском районе Кемеровской области. Входит в состав Таёжно-Михайловского сельского поселения.

## География
Центральная часть населённого пункта расположена на высоте 111 метров над уровнем моря.

## Население
По данным Всероссийской переписи населения 2010 года, в селе Туйла проживает 132 человека (71 мужчина, 61 женщина).